# Saint-Seine-en-Bâche
Saint-Seine-en-Bâche – miejscowość i gmina we Francji, w regionie Burgundia-Franche-Comté, w departamencie Côte-d’Or.
Według danych na rok 1990 gminę zamieszkiwało 186 osób, a gęstość zaludnienia wynosiła 22 osoby/km² (wśród 2044 gmin Burgundii Saint-Seine-en-Bâche plasuje się na 725. miejscu pod względem liczby ludności, natomiast pod względem powierzchni na miejscu 1018.).